# بيتر كيلر (سياسي)
بيتر كيلر (و. 1971  م) هو سياسي، وصحفي سويسري، ولد في لوسرن، هو عضوٌ في حزب الشعب السويسري.

## مناصب
تولى منصب عضو المجلس الوطني السويسري (منذ 5 ديسمبر 2011)
.